# العراق في الألعاب البارالمبية الصيفية 2004
تنافس العراق في دورة الألعاب البارالمبية الصيفية 2004 في أثينا، اليونان. وضم فريقه ثمانية رياضيين، جميعهم من الرجال.

## الفائزون بالميداليات
| الميدالية | الاسم      | الرياضة     | المسابقة      |
| --------- | ---------- | ----------- | ------------- |
| ذهبية     | فارس سعدون | رفع الأثقال | +100 كجم رجال |
| برونزية   | ثائر عباس  | رفع الأثقال | 82.5 كجم رجال |

## الألعاب

### ألعاب القوى
منافسات الرجال
| اللاعب    | الفئة  | المسابقة  | النهائي | النهائي | النهائي |
| اللاعب    | الفئة  | المسابقة  | النتيجة | النقاط  | المركز  |
| --------- | ------ | --------- | ------- | ------- | ------- |
| محمد بكر  | F42    | رمي القرص | 36.99   | -       | 7       |
| بشار مكلف | F55    | رمي القرص | 30.26   | -       | 6       |
| بشار مكلف | F55-56 | رمي الرمح | 19.30   | 660     | 19      |

### رفع الأثقال
| اللاعب      | المسابقة | النتيجة | المركز |
| ----------- | -------- | ------- | ------ |
| فارس سعدون  | +100 كجم | 237.5   | الأول  |
| ثائر عباس   | 82.5 كجم | 202.5   | الثالث |
| محمد كريم   | 52 كجم   | 152.5   | 4      |
| حسن رضا علي | 100 كجم  | 170.0   | 12     |

### المبارزة على الكراسي المتحركة
منافسات الرجال
| اللاعب   | المسابقة               | التأهيل                        | التأهيل | التأهيل | الجولة الـ16    | ربع النهائي     | نصف النهائي     | النهائي / مباراة الميدالية البرونزية | النهائي / مباراة الميدالية البرونزية |
| اللاعب   | المسابقة               | المنافس                        | النتيجة | المركز  | المنافس النتيجة | المنافس النتيجة | المنافس النتيجة | المنافس النتيجة                      | المركز                               |
| -------- | ---------------------- | ------------------------------ | ------- | ------- | --------------- | --------------- | --------------- | ------------------------------------ | ------------------------------------ |
| خالد خضر | سيف الشيش للرجال (إيه) | تشانغ لي (الصين)               | خ 4–5   | 6       | لم يتأهل        | لم يتأهل        | لم يتأهل        | لم يتأهل                             | لم يتأهل                             |
| خالد خضر | سيف الشيش للرجال (إيه) | ستيفان ماكوفسكي (بولندا)       | خ 1-5   | 6       | لم يتأهل        | لم يتأهل        | لم يتأهل        | لم يتأهل                             | لم يتأهل                             |
| خالد خضر | سيف الشيش للرجال (إيه) | تشان كام لوي (هونغ كونغ)       | خ 0-5   | 6       | لم يتأهل        | لم يتأهل        | لم يتأهل        | لم يتأهل                             | لم يتأهل                             |
| خالد خضر | سيف الشيش للرجال (إيه) | فان در فيغه (الولايات المتحدة) | خ 2-5   | 6       | لم يتأهل        | لم يتأهل        | لم يتأهل        | لم يتأهل                             | لم يتأهل                             |
| خالد خضر | سيف الشيش للرجال (إيه) | جيزوس فرنانديز (إسبانيا)       | خ 1-5   | 6       | لم يتأهل        | لم يتأهل        | لم يتأهل        | لم يتأهل                             | لم يتأهل                             |
| خالد خضر | سيف عربي للرجال (إيه)  | ستيفان ماكوفسكي (بولندا)       | خ 1-5   | 6       | لم يتأهل        | لم يتأهل        | لم يتأهل        | لم يتأهل                             | لم يتأهل                             |
| خالد خضر | سيف عربي للرجال (إيه)  | معز العسين (فرنسا)             | خ 1-5   | 6       | لم يتأهل        | لم يتأهل        | لم يتأهل        | لم يتأهل                             | لم يتأهل                             |
| خالد خضر | سيف عربي للرجال (إيه)  | تشان كام لوي (هونغ كونغ)       | خ 0-5   | 6       | لم يتأهل        | لم يتأهل        | لم يتأهل        | لم يتأهل                             | لم يتأهل                             |
| خالد خضر | سيف عربي للرجال (إيه)  | جيزوس فنانديز (إسبانيا)        | خ 2-5   | 6       | لم يتأهل        | لم يتأهل        | لم يتأهل        | لم يتأهل                             | لم يتأهل                             |
| خالد خضر | سيف عربي للرجال (إيه)  | إستفان دوم (المجر)             | ف 5-2   | 6       | لم يتأهل        | لم يتأهل        | لم يتأهل        | لم يتأهل                             | لم يتأهل                             |